# Львов Олексій Федорович
Олексі́й Фе́дорович Львов (*25 травня (5 червня) 1798 — †16 грудня (28 грудня) 1870) — російський скрипаль, композитор, диригент. Директор Придворної співочої капелли в 1837—1861. Автор музики гімну «Боже, Царя храни!» (1833) та інших творів.

## Життєпис
Народився 25 травня 1798 в Ревеле (нині Таллінн) в сім'ї відомого російського музичного діяча Ф. П. Львова. Отримав в сім'ї добре музичне виховання. В 7-річному віці грав на скрипці в домашніх концертах, навчався у багатьох відомих педагогів.
1818 — закінчив інститут шляхів сполучення, працював в арачкєевських військових поселеннях інженером-путівником, не припиняючи занять на скрипці.
1826 — флігель-ад'ютант.
1833 — став відомим, як автор музики нового російського національного гімну.
1835 — в домі Львова проходять щотижневі квартетні зібрання, які він очолював та стали дуже популярними. Славились і симфонічні концерти, що стали основою створеного ним «Концертного общества» (1850).
1837—1861 — Львов — директор Придворної співочої капели. В цей період піднявся художній рівень виконання хора Капелли (в 1837—1839 рр. її капельмейстером був Глінка), при ній були основані в 1839 р. інструментальні класи.
Помер О. Ф. Львов 16 грудня 1870 в маєтку Романь поблизу Ковни. Похований в Пажайсляйському монастирі під Каунасом.

## Основні музичні твори
- музика гімна Російської імперії
- твори для церкви «Иже херувимы», «Вечери Твоея тайныя» та ін.
- опера «Бианка»
- опера «Ундина» (1847)
- невеличкі опери «Русский мужичок» та «Варвара»
- концерт для скрипки з оркестром